# Macroeconomia
La macroeconomia (del prefix grec macro-, "gran"), és la branca de l'economia que estudia l'acompliment, l'estructura, i la presa de decisions d'una economia sencera, ja sigui nacional, regional o global. La macroeconomia considera, per exemple, la producció total de béns i serveis, sovint presentada en el Producte interior brut, i els seus components, com ara les despeses agregades dels consumidors, la inversió privada, el consum i les inversions del govern, i les exportacions netes. També estudia els preus relacionats amb les quantitats agregades de béns i serveis, el nivell general de preus, els salaris, les taxes d'interès, i les taxes d'intercanvi de divises. Finalment, els macroeconomistes proven de determinar com és que les polítiques del govern afecten totes aquestes variables, i en especial, estudien la política monetària, incloent-hi la quantitat de diners, l'estructura de les institucions monetàries i la política fiscal.

## El problema econòmic
El tema fonamental de l'economia, sovint conegut com el problema econòmic, és el fet que cap recurs és il·limitat, i per tant, les persones han de prendre decisions consistents amb aquesta limitació. Una decisió òptima és aquella que tria l'alternativa més desitjable entre les possibilitats permeses pels recursos limitats.
El problema econòmic es presenta amb tres conceptes bàsics: escassesa, elecció i el cost d'oportunitat. Tots els recursos són escassos, per la qual cosa, hom ha d'elegir entre un conjunt limitat de possibilitats, reconeixent el fet ineludible que la decisió de tenir més d'alguna cosa implica que hom ha de deixar-ne una altra. El cost d'oportunitat d'una decisió en particular es defineix com el valor abandonat de la segona millor alternativa que no s'elegeix.
El problema econòmic no només afecta els individus i les empreses, sinó també a l'economia sencera, la qual també està limitada en els seus recursos i tecnologia. Una aplicació del problema econòmic en la macroeconomia és l'estudi del creixement econòmic: l'increment en la producció de béns i serveis. Les economies necessiten recursos per a créixer, i sovint les societats han de determinar quins recursos utilitzar avui dia i quins recursos utilitzar en el futur. Un bé de consum és aquell que està disponible per a ser consumit immediatament; per contra un bé capital és un bé utilitzat per a produir altres béns o serveis en el futur. Així doncs, una economia creix en cedir (sacrificar o deixar d'utilitzar) el consum actual per a produir béns capitals per al futur.

## L'oferta i la demanda agregada

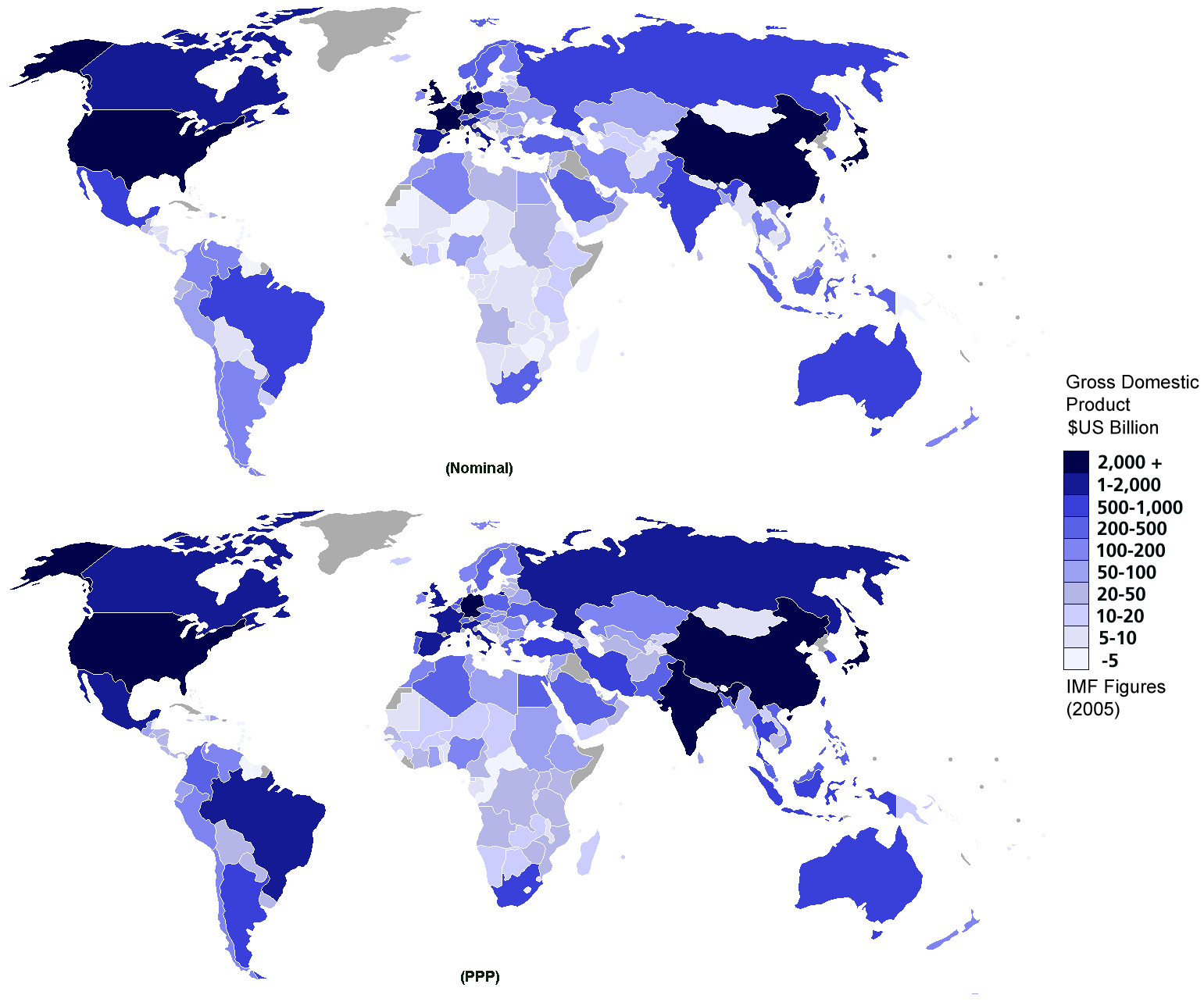
Mapes del món segons el Producte interior brut nominal i en paritat de poder adquisitiu el 2005

Vegeu també: Oferta i demanda i Oferta i demanda en la microeconomia
L'anàlisi de l'oferta i la demanda és un dels temes centrals de l'economia. Per a la microeconomia, l'estudi d'aquesta anàlisi s'enfoca en les decisions d'unitats individuals, grans o petites, mentre que la macroeconomia s'enfoca en el comportament de les economies senceres, grans o petites, i en comptes d'estudiar els resultats d'equilibri entre preu i producció d'una companyia o industria en particular, la macroeconomia estudia el nivell total de preus, la taxa d'atur, la producció total, és a dir, en els agregats econòmics. L'agregació és la combinació o suma de molts mercats individuals en un mercat total. Per exemple, si l'economia d'un país consistís en la producció de blat i blat de moro; la microeconomia estudiaria la producció de blat i de blat de moro per separat per determinar-ne els preus i les produccions d'equilibri. Per contra, la macroeconomia agregaria la producció d'ambdós productes per analitzar la producció total.
Així doncs, l'anàlisi de l'oferta i la demanda en la macroeconomia segueix la mateixa lògica que en microeconomia, però hom estudia la corba de la demanda agregada i la corba de l'oferta agregada. La primera és la quantitat de productes totals que es demanen en un país per a cada nivell de preus, i la segona és la quantitat de producció nacional oferta per a cada nivell de preus. Si un nou equilibri causat pel moviment d'aquestes corbes produeix un canvi en el nivell general de preus en forma d'inflació—l'increment sostingut del nivell general de preus—o per contra, la deflació. Si un nou equilibri causat pel moviment d'aquestes corbes produeix una producció total menor a l'anterior, llavors hi ha una recessió—la caiguda o decrement en la producció total d'una economia. Generalment, una recessió està acompanyada de deflació; si hi ha una recessió—o estagnació—de l'economia acompanyada d'inflació, llavors els economistes diuen que hi ha una estagflació.
La producció total d'una economia és una de les variables més importants per als macroeconomistes. Una manera de mesurar-la és amb el Producte interior brut (PIB), la suma del valor del mercat final de tots els béns i serveix produïts en una economia (regional o nacional) durant un període específic. Es considera "brut", ja que es considera tota la producció sense importar-ne l'ús; hom pot fer-ne ús per al consum immediat, per a invertir o per a reemplaçar actius fixos que s'han depreciat. Es considera "interior", ja que pren a compte tota la producció que es realitza dins les fronteres del país, sense importar la nacionalitat del que les produeix. (Per contra, la Renda Nacional Bruta, pren a compte tota la producció que realitzen només els nacionals dins i fora del seu país). Finalment, a més de la suma de la producció del país, s'hi afegeixen les importacions netes; és a dir, la diferència entre les exportacions totals i les importacions totals. El PIB, com a mesurament de la producció agregada, es pot expressar en el seu valor en la divisa del país en qüestió, sovint prenent com a base un any. (En aquest cas, aquest mesurament es coneix com el Producte interior brut real).

## La inflació i l'atur

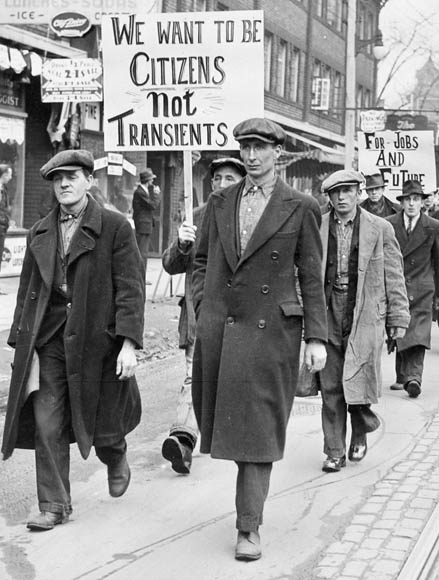
Desocupants manifestant-se per aconseguir feina durant la Gran Depressió als Estats Units

La taxa d'atur és el percentatge de persones aturades de tota la força laboral. La força laboral, al seu torn, és el nombre total de persones que tenen o que busquen feina. L'atur representa, econòmicament, un recurs valuós perdut i un cost econòmic; els béns i serveis que haurien estat produïts i gaudits pels consumidors s'han perdut. Si s'utilitzessin tots els recursos hom podria calcular el PIB potencial; és a dir, el Producte interior brut que l'economia hauria produït si hagués fet ús de tots els recursos de manera plena, incloent-hi la força laboral—l'ocupació plena.
Hi ha tres tipus d'atur:
- l'atur friccional: l'atur causat per la rotació o moviment natural del mercat laboral i, per tant, inclou aquelles persones aturades temporalment per canviar llur lloc d'ocupació o llur ocupació mateixa;
- l'atur estructural: és l'atur relacionat amb les persones que han perdut llur feina atès que han estat reemplaçats per canvis estructurals, com ara l'automatització i, per tant, llurs habilitats ja no són requerides;
- l'atur cíclic: l'atur degut al declivi de la producció total de l'economia.

Per altra banda, la inflació és l'increment en el nivell general de preus; és a dir, si hi ha inflació les persones pagaren preus més elevats per les mateixes quantitats de béns i serveis. Això causa, necessàriament, una erosió del poder de compra o poder adquisitiu. Generalment en períodes d'inflació, a llarg termini, també augmenten els salaris. Per tant, el poder de compra dels salaris—la taxa del salari real—no s'erosiona sistemàticament a causa de la inflació. Tot i que de vegades la inflació és superior a l'increment salarial a curt termini, a llarg termini, l'increment salarial tendeix a ser superior a la inflació atesos el nou capital que s'introdueix i la innovació, els quals incrementen la productivitat per treballador.
Tot i que la inflació, a llarg termini, no afecta sistemàticament als treballadors, ja que també hi ha un augment salarial, això no vol dir que alguns sectors no se'n beneficiïn i d'altres siguin perjudicats. Els prestadors per exemple, són perjudicats per la inflació, especialment si aquesta és superior a l'esperada reduint la distància entre aquesta i la taxa d'interès, o fins i tot superant la taxa d'interès mateixa. En aquest últim cas, són els prestataris els beneficiats per la inflació. En general, la inflació redistribueix la renda de manera arbitrària.

## Política fiscal i monetària

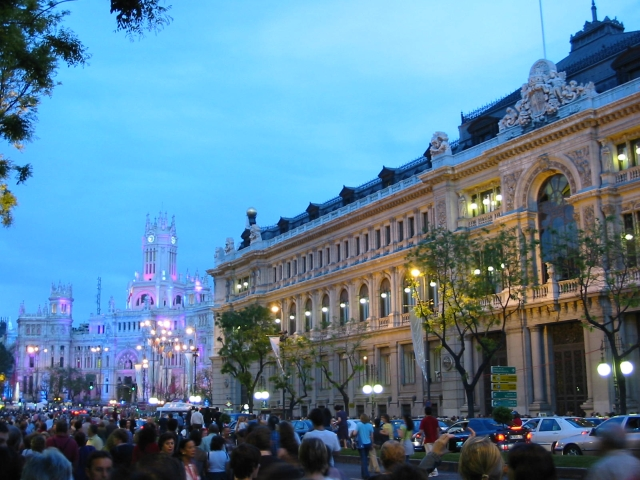
Façana del Banc d'Espanya, el banc central de l'Estat espanyol

La política fiscal es refereix als plans del govern amb relació a les despeses i el règim tributari. El govern fa ús de les seves facultats tributàries i de despesa per a influenciar la corba de demanda d'una economia. Per exemple, si un govern volgués expandir l'economia, podria incrementar les seves despeses, la qual cosa incrementaria la corba de despeses—i de producció—i, si la corba de demanda no canvia, la producció d'equilibri del Producte interior brut, seria superior. Per altra banda, una reducció dels impostos tindria un efecte positiu en les despeses totals del consumidor. Que un govern augmentés les seves despeses i alhora incrementés els impostos no significa que els efectes de totes dues polítiques es cancel·larien. El nivell d'equilibri del PIB seria superior. De la mateixa manera una reducció en les despeses governamentals acompanyada d'una reducció d'impostos podria balancejar el dèficit, però probablement reduiran el PIB total.
Per altra banda, la política monetària es refereix als plans o processos mitjançant els quals un banc central o una autoritat monetària d'un país controlen l'oferta de diner, la disponibilitat del diner i el cost del diner o la taxa d'interès. Generalment, la política monetària s'utilitza per a aconseguir una sèrie d'objectius orientats al creixement i l'estabilitat de l'economia, incloent-hi l'estabilitat de preus i una baixa taxa d'atur. Un banc central és un "banc de bancs" amb autoritat monetària; és una institució bancària que té el privilegi exclusiu per a prestar la seva moneda al govern. Com qualsevol altre banc comercial, el banc central cobra un interès dels préstecs que realitza, principalment al govern del país, així com a altres bancs comercials, com a "prestador d'últim recurs". Tanmateix, un banc central es distingeix dels bancs comercials normals en el seu monopoli per a crear la moneda d'un país que presta al govern com a moneda de curs legal.
La política monetària té com a objectiu el creixement i l'estabilitat de l'economia, en forma de preus estables i de taxes de desocupació baixes. Una política monetària és expansiva si incrementa l'oferta total de diners en una economia, i és restrictiva o contraccionària si la disminueix. Sovint els bancs centrals fan ús de la política monetària expansiva per a combatre l'atur en una recessió disminuint les taxes d'interès, i de la política monetària restrictiva per a combatre la inflació augmentant les taxes d'interès.

## Economia internacional

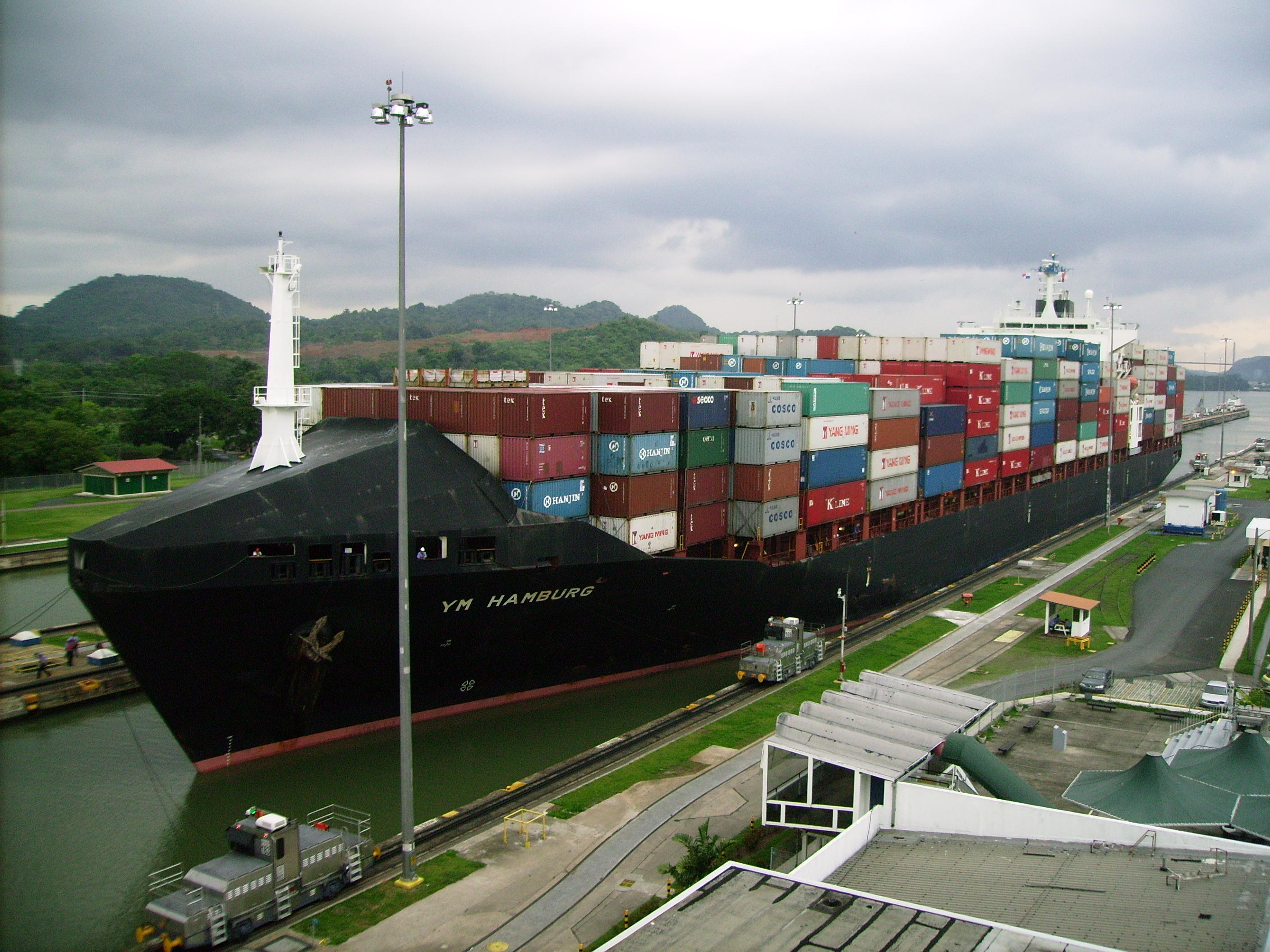
El Canal de Panamà va ser un avanç d'enginyeria que va millorar el transport dels béns comerciats entre l'oceà Pacífic i l'oceà Atlàntic

Article principal: Economia internacional
Les economies del món no funcionen en aïllament; les grans economies sempre han estat connectades d'alguna manera des de temps antics. Amb les impressionants millores en els transports, les telecomunicacions i les relacions internacionals des de l'última meitat del segle xx, les economies del món estan actualment més connectades que mai mitjançant el comerç. El comerç és vital per a les economies, ja que els recursos naturals del món no estan distribuïts de manera equitativa en totes les nacions del món; alguns països gaudeixen d'un tipus de recurs natural que no està disponible en d'altres. Altres diferències que tenen un paper important són les diferències naturals i l'habilitat de la força laboral. Però la raó més rellevant en el comerç és l'especialització: que un país utilitzi els seus recursos i energia en una o unes quantes activitats productives. L'especialització permet que els països s'aprofitin de les economies d'escala. Els beneficis del comerç especialitzat es deriven del principi de l'avantatge comparatiu. Un país gaudeix d'avantatge comparatiu en la producció d'un bé si el cost d'oportunitat per a produir-lo amb relació a un d'altre és menor en aquest país que no pas en d'altres. Segons el model de comerç de Ricardo, tots els països tenen avantatge comparatiu en almenys un producte, i el comerç entre dos països beneficia tots dos si cada país exporta els béns dels quals té avantatge comparatiu.
L'Economia internacional com a disciplina de l'economia estudia diferents tipus de models de comerç per a entendre perquè existeix el comerç entre els països, què és allò que es comercia, i quins països comercien. A més, l'Economia internacional també estudia la política comercial dels països—que inclou l'aplicació d'impostos o tarifes a les importacions o exportacions—, la balança de pagaments, la determinació de la taxa de canvi de les monedes i el sistema monetari internacional.

## Història
La macroeconomia moderna s'inicià el 1936, amb la publicació de La teoria general de l'ocupació, l'interès i el diner, de Keynes. Aquesta teoria fou posteriorment formalitzada per John Hicks amb el model IS-LM i creà un corrent de pensament, el keynesianisme. Entre els anys 40 i 70 es desenvoluparen les teories sobre el consum, la inversió econòmica, la demanda de diner i la teoria del creixement econòmic. Els anys 60 es caracteritzaren per la controvèrsia que hi havia entre els keynesians i un altre corrent dins la macroeconomia, els monetaristes. Els keynesians consideraven que els governs podien realitzar polítiques per tal de reduir la dimensió de les recessions. Els monetaristes, en canvi, dubtaven de la capacitat dels governs per a estabilitzar l'economia. Una de les figures més rellevants d'aquest últim grup fou Milton Friedman.
Però fou als anys 70 que la macroeconomia entrà en crisi. En aquells anys Robert Lucas, Thomas J. Sargent i Robert Barro atacaren la teoria keynesiana per no tenir en compte que la gent basa el seu comportament en les seves expectatives sobre el que passarà a l'economia en el futur (en aquest sentit ha sigut molt influent el que es coneix com la Crítica de Lucas). Aquests economistes consideraven que la teoria havia de partir de la idea que les persones formen expectatives de manera racional. En els anys posteriors s'incorporà aquesta idea a la teoria macroèconomica.
Des dels anys 80 i fins a la crisi del 2007, la teoria macroeconòmica s'ha centrat en els models reals del cicle econòmic, l'estudi d'imperfeccions en diferents mercats i la nova teoria del creixement. Els economistes que basen les seves anàlisis en els models reals del cicle econòmic, anomenats economistes neoclàssics, se centren a estudiar les fluctuacions en un context de preus i salaris flexibles. El principal exponent d'aquest corrent és Edward Prescott. En canvi, els neokeynesians estudien el paper de les imperfeccions dels mercats. Per exemple, un aspecte important són les rigideses nominals en els preus i salaris. En aquest camp són destacables les contribucions de George Akerlof i Gregory Mankiw. Una altra línia de recerca important és la que estudia les imperfeccions en el mercat de treball. Models importants en aquest àmbit són el model de salaris d'eficiència i el model de cerca i emparellament, el primer desenvolupat per George Akerlof i el segon per Peter A. Diamond, Dale T. Mortensen i Christopher A. Pissarides. També han sigut i són objecte d'estudi les imperfeccions en els mercats de crèdit. Aportacions importants en aquest camp són les de Ben Bernanke i Mark Gertler. Finalment, la nova teoria del creixement, desenvolupada inicialment per Robert Lucas i Paul Romer, se centra en l'estudi dels determinants del progrès tecnològic. Aspectes a destacar són el procés de destrucció creativa, analitzat per Joseph Schumpeter, Philippe Aghion i Peter Howitt, i el paper de les institucions en el creixement econòmic, estudiat per Andrei Shleifer i Daron Acemoglu.
En la dècada del 2000, es desenvoluparen models que integren l'enfocament dels models reals del cicle econòmic, el progrés tecnològic i diferents tipus d'imperfeccions, com per exemple, el paper de la negociació en la determinació dels salaris. El model conegut com a model neokeynesià es basa en la maximització de la utilitat i dels beneficis, com en els models neoclàssics, però inclou expectatives racionals i rigideses nominals. El model neokeynesià, del que cal destacar el treball de Jordi Galí Garreta i Michael Woodford, és la base dels models DSGE, utilitzats actualment pels bancs centrals per a dissenyar les seves polítiques.
Abans de la crisi de 2007, la majoria de models macroeconòmics no incloïen el sistema financer. Aquest s'estudiava únicament en el camp de les finances, però sense considerar la interacció del sistema financer amb les variables macroeconòmiques. La introducció del sistema financer en els models macroeconòmics ha esdevingut un dels principals objectes d'estudi dels darrers anys.